# Толстой, Сергей Семёнович
Сергей Семёнович Толстой (22 сентября [4 октября] 1899, Старое Захаркино, Саратовская губерния — 23 июля 1945, Москва) — один из первых специалистов криптографической службы советских органов госбезопасности, полковник. С 1921 (после окончания курсов ВЧК) служил в 5 Управлении НКГБ СССР. Под его руководством раскрыт ряд шифров иностранных государств. Отмечен многими государственными наградами.

## Биография
Родился 22 сентября (4 октября) 1899 года в селе Старо-Захаркино Петровского уезда в семье служащего в Саратовском имении графов Толстых. В 1913 году Толстой окончил сельское училище и поступил на службу письмоводителем в Старо-Захаркинское волостное управление. В августе 1919 года был мобилизован в Красную Армию. В сентябре 1920 года откомандирован в распоряжение специального отдела Реввоенсовета Республики. В 1921 году окончил специальные курсы ВЧК. С 1922 года работал в Специальном отделе ГПУ—ОГПУ—МГБ СССР.
26 апреля 1940 года в связи с успешным завершением финской компании старший лейтенант госбезопасности С. С. Толстой был награждён орденом — «Знак Почёта». Лично и под его руководством было раскрыто множество шифров иностранных государств. Созданная им методика раскрытия ряда систем ручного и машинного шифрования имела большое практическое значение.
В предвоенные годы возглавлял японский отдел дешифровальной службы НКВД. Одним из наиболее значимых успехов было дешифрование группой специалистов во главе с Толстым японских шифрмашин, известных под названиями: «оранжевая», «красная» и «пурпурная». Это позволило сделать вывод о том, что Япония не намерена начинать военные действия против СССР, что, в свою очередь, дало возможность перебросить большое количество сил на советско-германский фронт.
В 1942 году в составе 5-го управления НКВД был создан Криптографический совет и редакция «Криптографического сборника», в редколлегию которой вошли Б. А. Аронский, С. С. Толстой, А. В. Австриаков. В 1943 году был издан первый «Криптографический сборник» под редакцией Б. А. Аронского, С. С. Толстого и А. В. Австриакова. Сборник содержал 13 статей с описанием аналитических методов раскрытия ручных шифров и кодов.
Во время Великой Отечественной войны Толстой был дважды награждён орденом Ленина (03.04.1942, 12.05.1945), орденом Трудового Красного Знамени (20.09.1943) и орденом Красного Знамени (03.11.1944).
Окончил войну полковником, заместителем начальника отделения 5 Управления НКГБ СССР.
Активно участвовал в обучении криптографов на курсах и в Специальной школе.
Скончался 23 июля 1945 года от обширного кровоизлияния в мозг на рабочем месте. Похоронен на Ваганьковском кладбище в Москве.